# Pacispora patagonica
Pacispora patagonica är en svampart som först beskrevs av Novas & Fracchia, och fick sitt nu gällande namn av C. Walker, Vestberg & A. Schüssler 2007. Pacispora patagonica ingår i släktet Pacispora och familjen Pacisporaceae.   Inga underarter finns listade i Catalogue of Life.